# Ermengarda (marchesa)
Ermengarda o  Ermengarda di Tuscia (901 circa – 931 circa) fu la sposa di Adalberto I, marchese d'Ivrea.

## Biografia
(Istoria dell'Italia occidentale, di Carlo Denina.)
Ermengarda era figlia del conte di Provenza Tebaldo di Provenza, della stirpe dei Bosonidi, e di Berta di Lotaringia, a sua volta figlia terzogenita del re di Lotaringia della stirpe Carolingia Lotario II e della seconda moglie Waldrada. Ebbe come fratelli Ugo di Provenza, futuro re d'Italia, Teoberga e Bosone. Quando la madre rimase vedova, si risposò con il marchese di Toscana Adalberto il Ricco, divenendone la figliastra. Questo e Berta ebbero due figli, fratellastri di Ermengarda, Guido e Lamberto.
Ermengarda si sposò attorno al 914 con il marchese d'Ivrea Adalberto I (il quale era al suo secondo matrimonio dopo Gisla, figlia di Berengario del Friuli, re d'Italia della stirpe degli Unrochingi), appartenente alla stirpe degli Anscarici, ed ebbe con lui il figlio Anscario II. Ella aveva un grande ascendente sul marito e compare alcune volte nei diplomi di concessione fondiaria come: "nobilissima comitissa". Nel 924, infatti, il "fideli" Otberto che Eduard Hlawitschka, identificò con il visconte Autberto di Asti, ricevette in dono da re Rodolfo di Borgogna, la residenza di "castrum vetus" (Castel vecchio), su intercessione di Ermengarda.
Ermengarda, alla morte di Adalberto I (930), cercò con ogni mezzo di portare il figlio Anscario sul trono d'Italia, ma nel 940, in seguito alla calata di Ugo di Provenza, Anscario fu costretto ad abbandonare il Piemonte trovando la morte a Spoleto.
La reggenza della marca passò al fratellastro di Anscario Berengario II (nato dal primo matrimonio di Adalberto I) che nel 950 divenne re d'Italia.

## Ascendenza
|                          |           |                       | Genitori     |  |  | Nonni |  |  | Bisnonni          |  |  | Trisnonni |  |
|                          |           |                       |              |  |  |       |  |  | Bosone il Vecchio |  |  | …         |  |
|                          |           |                       |              |  |  |       |  |  | Bosone il Vecchio |  |  | …         |  |
|                          |           | …                     |              |  |  |       |  |  | Bosone il Vecchio |  |  |           |  |
| Uberto del Vallese       |           |                       |              |  |  |       |  |  | Bosone il Vecchio |  |  |           |  |
|                          |           | …                     | …            |  |  |       |  |  |                   |  |  |           |  |
|                          |           | …                     | …            |  |  |       |  |  |                   |  |  |           |  |
|                          |           | …                     | …            |  |  |       |  |  |                   |  |  |           |  |
| Tebaldo d'Arles          |           | …                     |              |  |  |       |  |  |                   |  |  |           |  |
|                          |           | …                     | …            |  |  |       |  |  |                   |  |  |           |  |
|                          |           | …                     | …            |  |  |       |  |  |                   |  |  |           |  |
|                          |           | …                     | …            |  |  |       |  |  |                   |  |  |           |  |
| …                        |           | …                     |              |  |  |       |  |  |                   |  |  |           |  |
|                          |           | …                     | …            |  |  |       |  |  |                   |  |  |           |  |
|                          |           | …                     | …            |  |  |       |  |  |                   |  |  |           |  |
|                          |           | …                     | …            |  |  |       |  |  |                   |  |  |           |  |
| Ermengarda di Tuscia     |           | …                     |              |  |  |       |  |  |                   |  |  |           |  |
|                          | Lotario I | Ludovico il Pio       |              |  |  |       |  |  |                   |  |  |           |  |
|                          | Lotario I | Ludovico il Pio       |              |  |  |       |  |  |                   |  |  |           |  |
|                          | Lotario I | Ermengarda di Hesbaye |              |  |  |       |  |  |                   |  |  |           |  |
| Lotario II di Lotaringia | Lotario I |                       |              |  |  |       |  |  |                   |  |  |           |  |
|                          |           | Ermengarda di Tours   | Ugo di Tours |  |  |       |  |  |                   |  |  |           |  |
|                          |           | Ermengarda di Tours   | Ugo di Tours |  |  |       |  |  |                   |  |  |           |  |
|                          |           | Ermengarda di Tours   | Ava/Bava     |  |  |       |  |  |                   |  |  |           |  |
| Berta di Lotaringia      |           | Ermengarda di Tours   |              |  |  |       |  |  |                   |  |  |           |  |
|                          |           | …                     | …            |  |  |       |  |  |                   |  |  |           |  |
|                          |           | …                     | …            |  |  |       |  |  |                   |  |  |           |  |
|                          |           | …                     | …            |  |  |       |  |  |                   |  |  |           |  |
| Waldrada di Wormsgau     |           | …                     |              |  |  |       |  |  |                   |  |  |           |  |
|                          |           | …                     | …            |  |  |       |  |  |                   |  |  |           |  |
|                          |           | …                     | …            |  |  |       |  |  |                   |  |  |           |  |
|                          |           | …                     | …            |  |  |       |  |  |                   |  |  |           |  |
|                          |           | …                     |              |  |  |       |  |  |                   |  |  |           |  |